# Bauma (mässa)

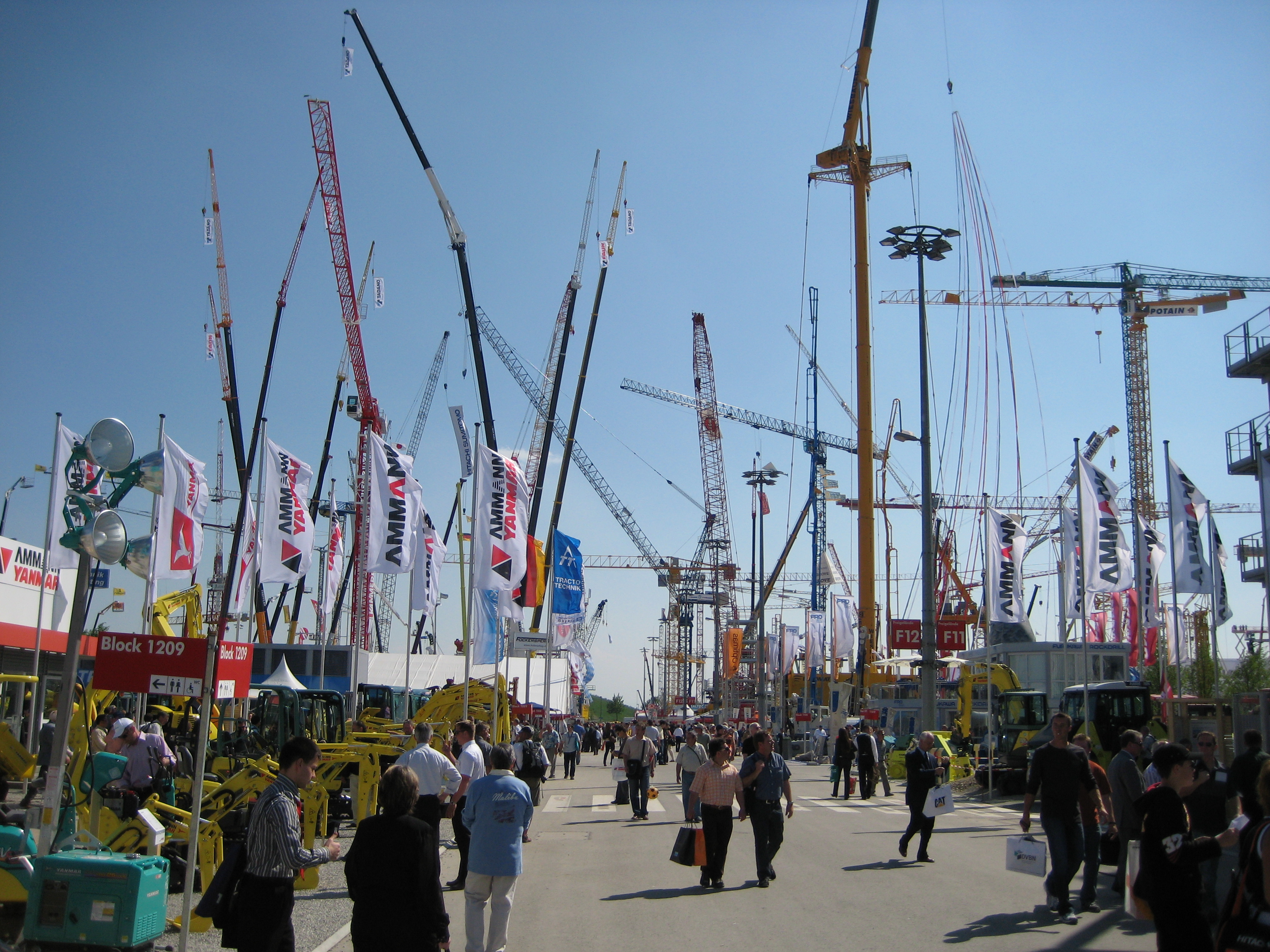
Bauma 2007. Del av mässområdet utomhus där man samlat olika företag som tillverkar byggkranar. Foto: April 2007.

Bauma är en mässarena utanför München, för i huvudsak kompletta entreprenad-, bygg- och anläggningsmaskiner. Mässan har under åren utvecklats till att också omfatta i stort sett allt inom maskiner för dessa områden och även stationära maskinutrustningar samt komponenter och kompletta maskinsystem för olika mobila maskiner som tidigare var koncentrerade till olika tekniska fackmässor som exempelvis Hannovermässan. Under utställningen hålls ett stort antal seminarier inom de flesta fackområden som representeras på mässan.
Namnet Bauma är en förkortning av det tyska ordet Baumaschinen (sv: bygg- och anläggningsmaskiner). Mässområdets markareal uppgår till cirka 54 ha (540 000 m²), varav 180 000 m² inomhus uppdelat i olika hallar och 360 000 m² utomhus. Området utgjorde tidigare Münchens internationella flygplats. Antal internationella besökare på Bauma år 2007 var 155 000 personer. Antalet utställande företag brukar uppgå till cirka 3000 från ett 50-tal olika länder.
Mässan arrangeras av företaget Messe München GmbH.
Sedan 2002 arrangerar även Messe München en liknande mässa för den asiatiska marknaden i Shanghai, kallad Bauma China.

## Bauma 2004 utomhus

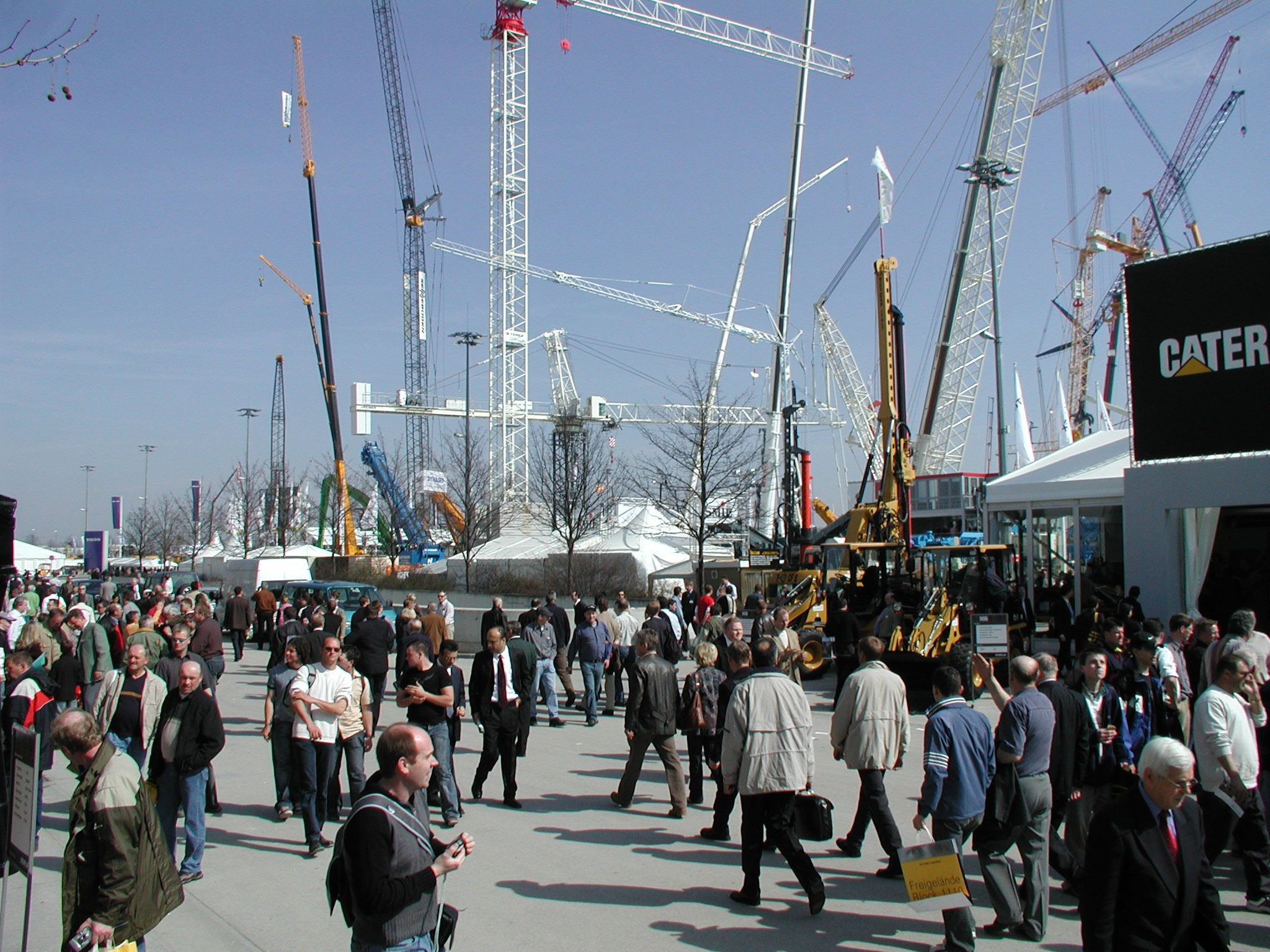
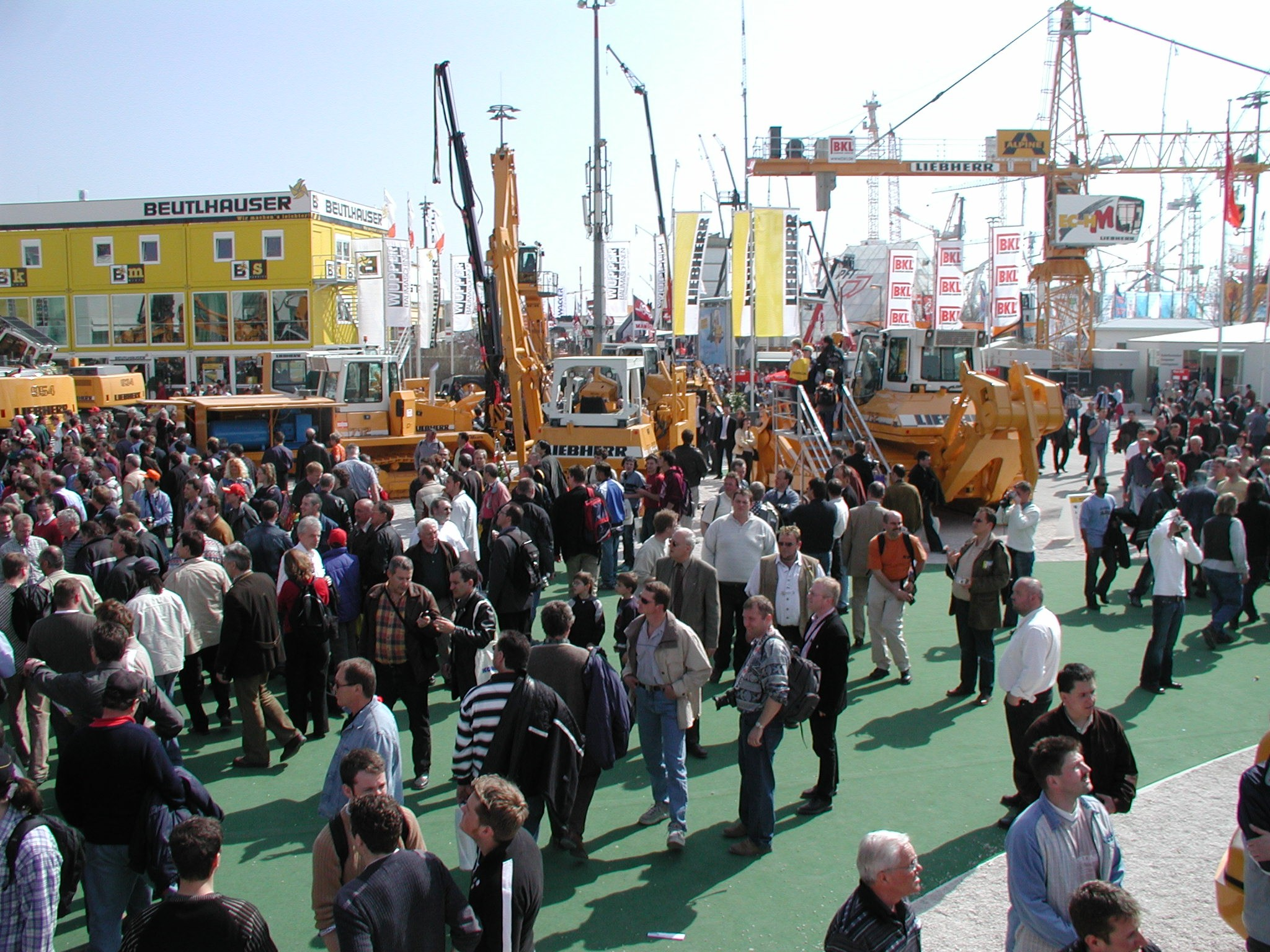
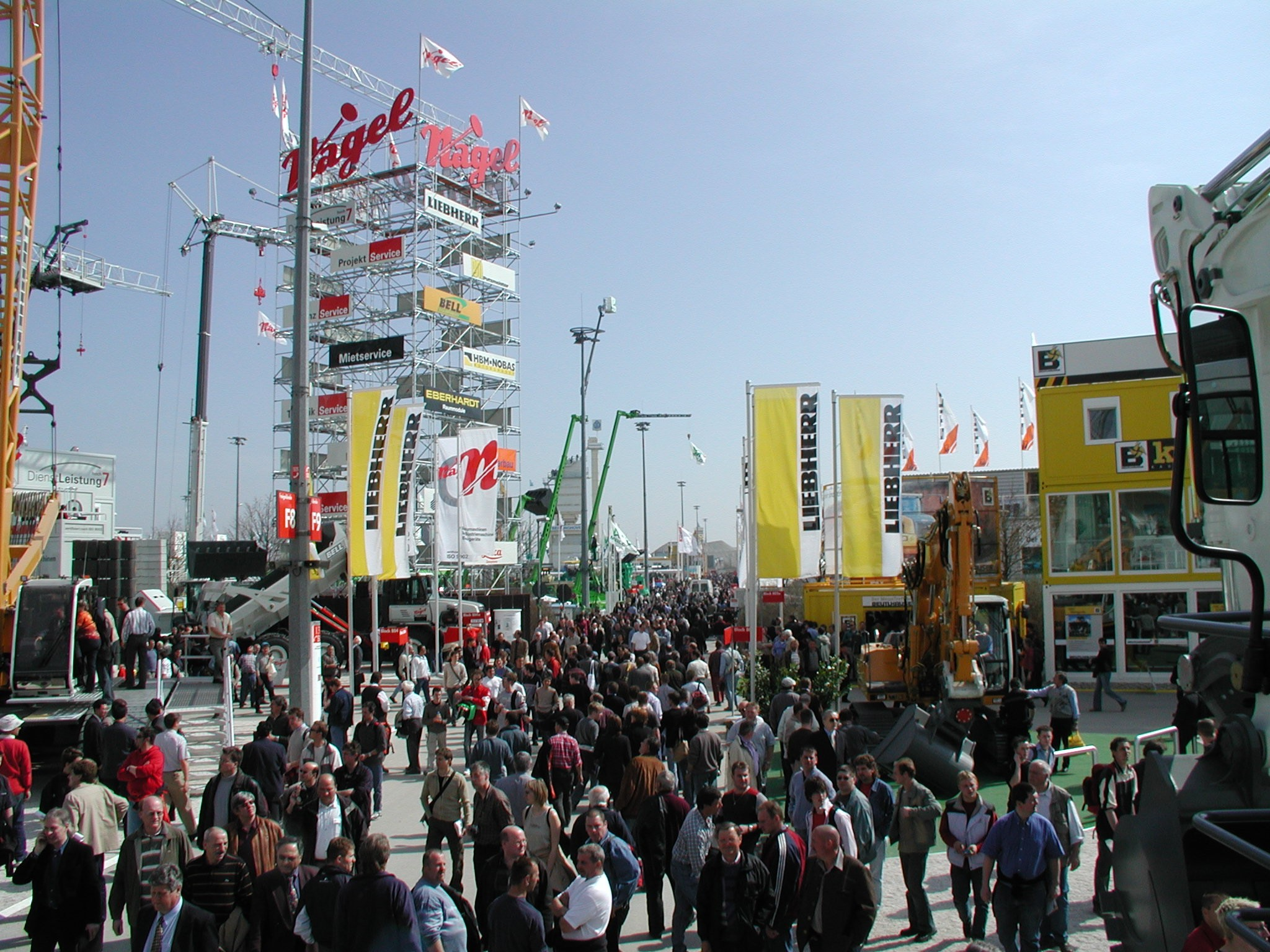
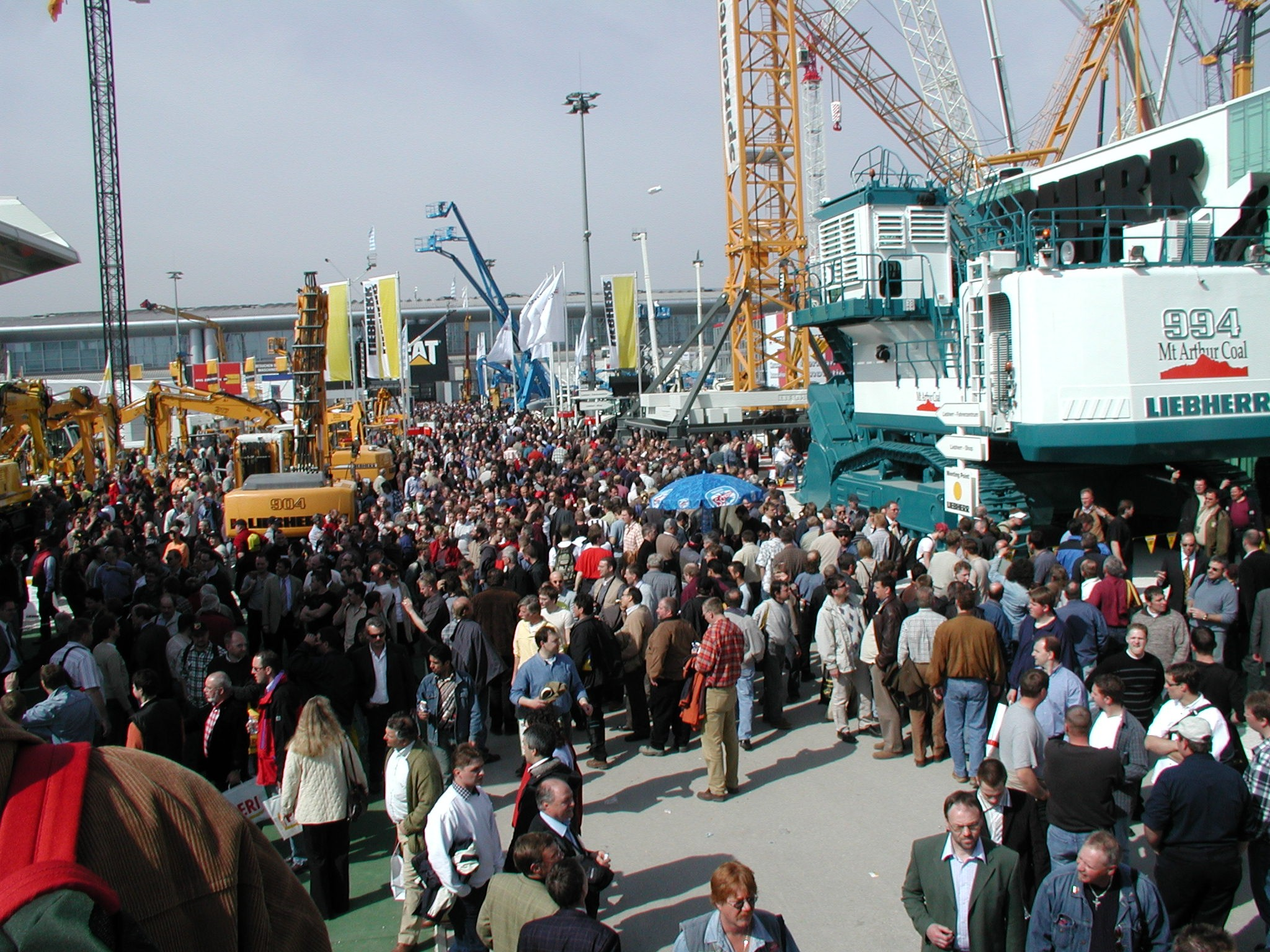

## Liebherr och Caterpillars egen utställningshall Bauma 2004

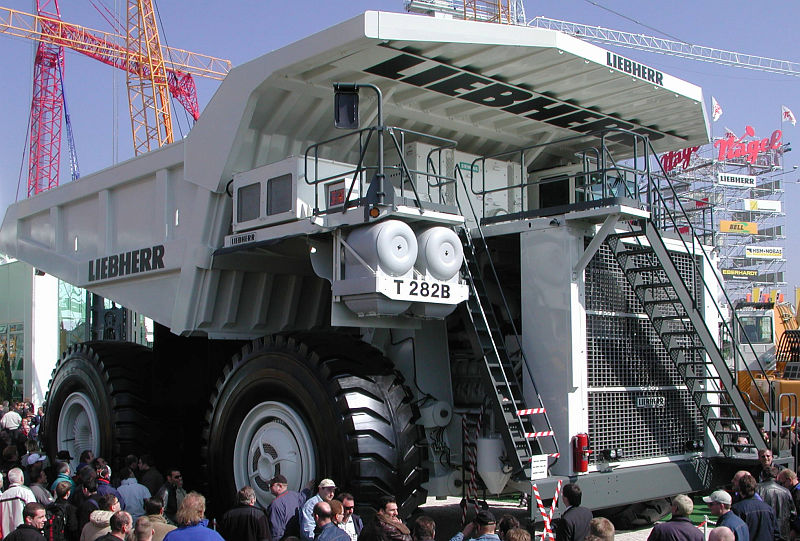
Liebherr 282B. Världens största dumper på Bauma 2004 för användning till transport av stenmassor i större dagbrott. Tomvikt 203 ton med en dieselmotor på 3650 hk (2700 kW).
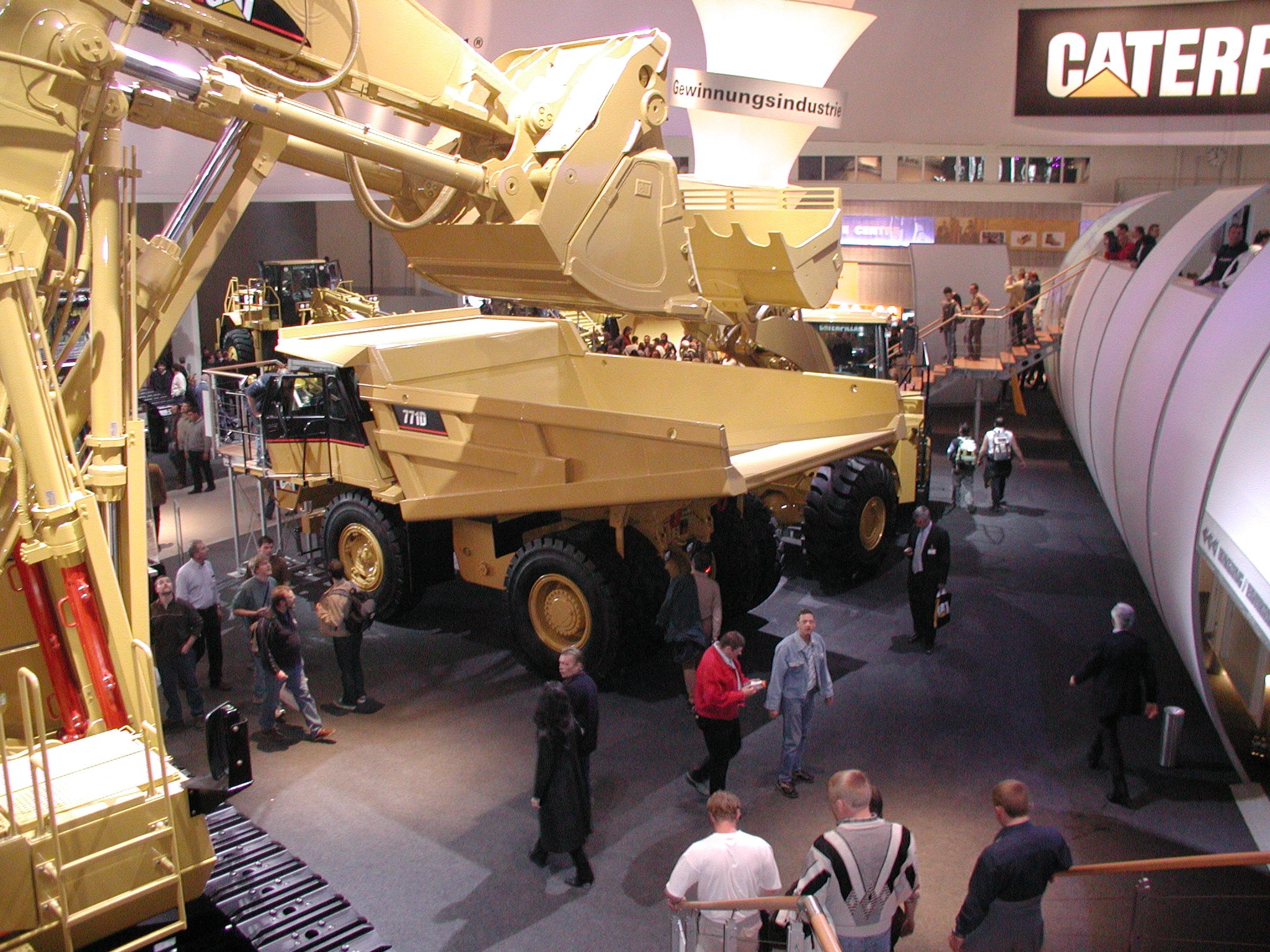
Del av Caterpillars utställningshall som byggdes upp av ett team på 300 personer.
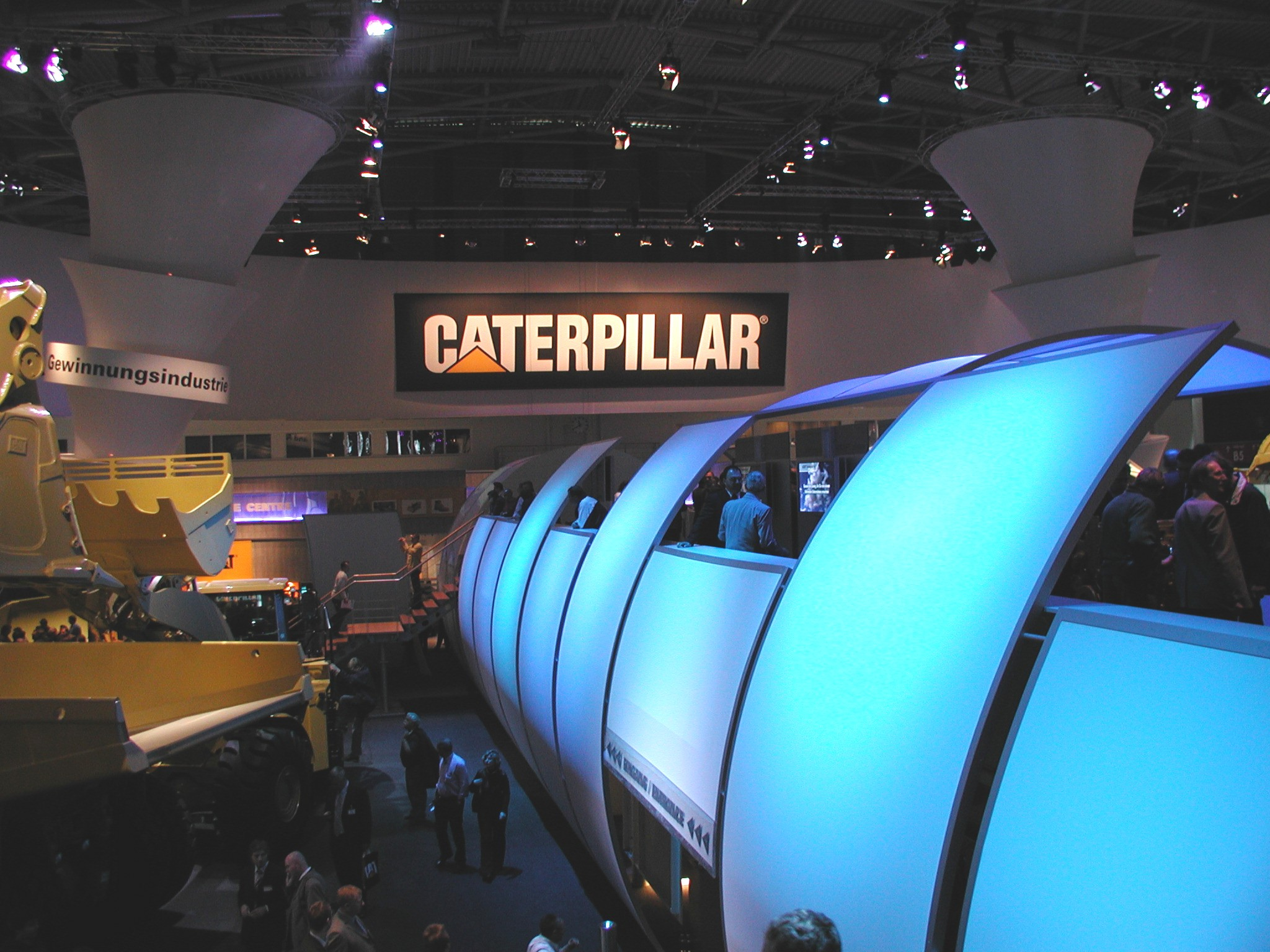
Del av Caterpillars utställningshall med den centrala balkongen som sträckte sig genom hela hallen.
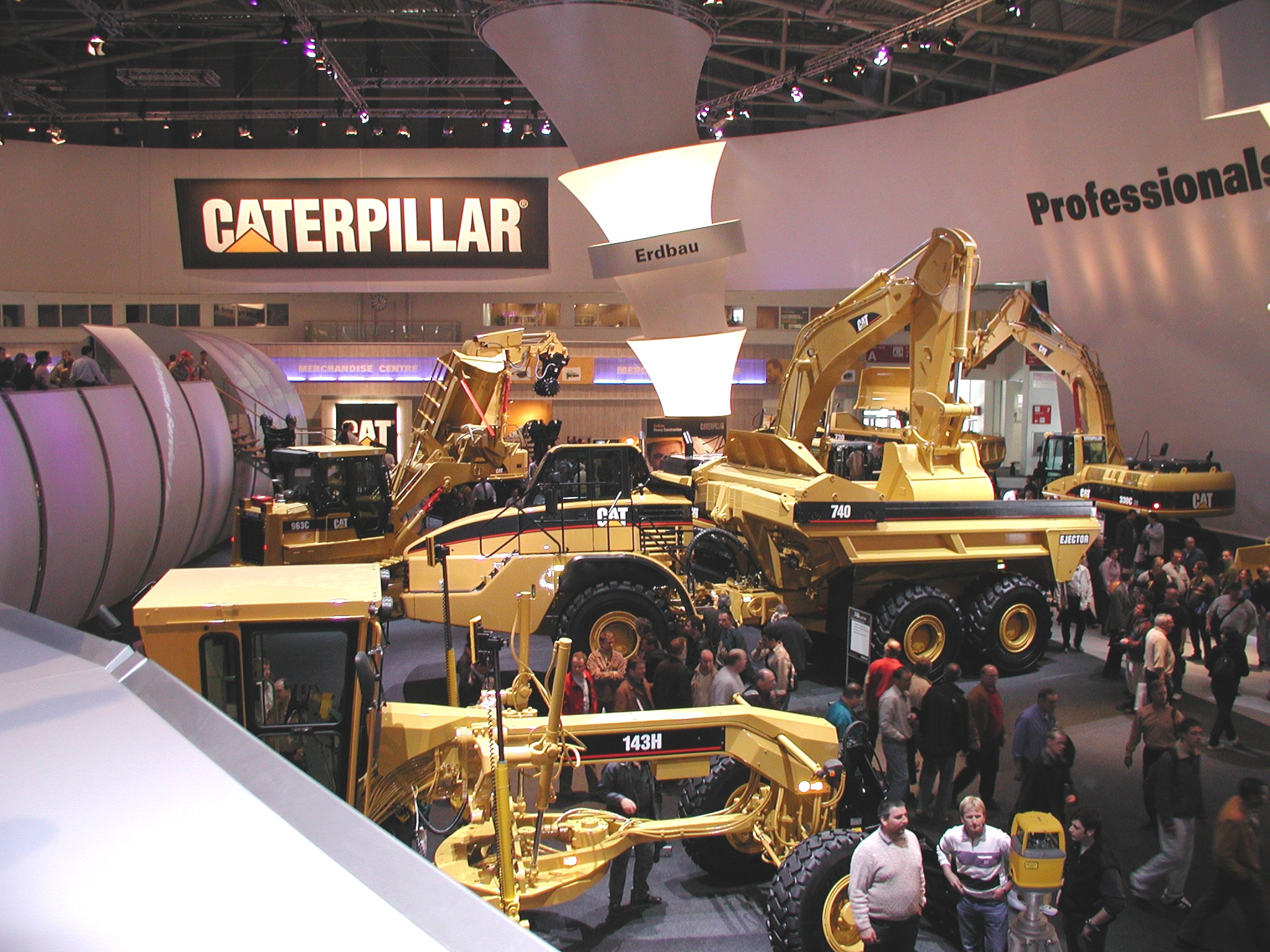
Del av Caterpillars utställningshall.

### Webbkällor
- Wikimedia Commons har media som rör Bauma.
- Bauma webbplats.
- Karta över mässområdet.